# Curetis saleyerensis
Curetis saleyerensis är en fjärilsart som beskrevs av Chapman 1915. Curetis saleyerensis ingår i släktet Curetis och familjen juvelvingar. Inga underarter finns listade i Catalogue of Life.